# Biserici de lemn din România (film)
Biserici de lemn din România este un film românesc din 2015 regizat de Kiki Vasilescu.